# 派生科技
广东派生智能科技股份有限公司，簡稱派生科技（英語：GuangDong PaiSheng Intelligent Technology Co.,Ltd.，深交所：300176），於2003年由盧楚隆創立，前身為「肇庆鸿特精密压铸有限公司」。
現時業務在國內經營生产，以及銷售铝合金压铸件的汽車發動機變速箱，總部位於广东省肇庆市鼎湖城区北十区。
招股價為16.28元人民幣，發行新股為2,240万股，集資額為3.64億元人民幣，而股份則在2011年2月15日於深交所創業板上市。

## 連結
- Hongteo.com.cn （页面存档备份，存于）